# Shein
Shein je kinesko - singapurska internetska trgovina brze mode. Osnovan je u Nanjingu u Kini u listopadu 2008. kao ZZKKO od strane poduzetnika Chrisa Xua. Shein je 2022. izrastao u najveću svjetsku internetsku trgovinu odjeće na malo. Sjedište tvrtke trenutno je u Singapuru.
Poznat po prodaji relativno jeftine odjeće, Sheinov uspjeh pripisuje se njegovoj popularnosti među potrošačima generacije Z. Tvrtku su u početku uspoređivali s tvrtkom koja se bavi dostavom jer nije bila uključena u dizajn i proizvodnju, već je nabavljala proizvode s veleprodajnog tržišta odjeće u Guangzhouu. Počevši od 2012. Shein je počeo uspostavljati vlastiti sustav opskrbnog lanca, transformirajući se u potpuno integriranog trgovca na malo. Tvrtka je uspostavila svoj opskrbni lanac u Guangzhouu s mrežom od više od 3000 dobavljača od 2022. godine. Međutim, suočila se s kontroverzama zbog kineskih pogona gdje su loši uvjeti rada te dječjeg rada.
Godine 2022. tvrtka je preselila svoje sjedište iz Kine u Singapur zbog regulatornih uvjeta, međunarodnog širenja i financijskih razloga – dok je zadržala svoje opskrbne lance i skladišta u Kini. Godine 2022. Shein je ostvario prihod od 24 milijarde američkih dolara, što je iznos gotovo jednak etabliranim trgovcima kao što su: Zara i H&M. Nakon financiranja u travnju 2022. Shein je procijenjen na 100 milijardi dolara. Prema Bloomberg Businessweeku i drugima, Sheinov poslovni model imao je koristi od trgovinskog rata između Kine i Sjedinjenih Država, posebno u pogledu poreznih olakšica. Posljednjih godina Shein se našao usred sporova oko zaštitnih znakova, tužbi koje uključuju konkurente, zabrinutosti za sigurnost proizvoda, kao i optužbi za utaju poreza i umiješanost u radno pravo i kršenje ljudskih prava.